# Mundaca
Mundaca (em castelhano) ou Mundaka (em basco) é um município da Espanha na província da Biscaia, comunidade autónoma do País Basco, com 4,15 km² de área. Em 2021 tinha 1 862 habitantes (densidade: 448,7 hab./km²).
Mundaca é um pico de surf em que atualmente ocorre a 10ª etapa de surf mundial, denominada de Billabong Pro Mundaka. Nessa praia foi registrado o maior "tubo", manobra do surf em que o surfista adentra a onda no momento de sua quebra quando se forma um verdadeiro tubo aquático.[carece de fontes?]
Esta localidade da costa de Biscaia é um centro urbano voltado para o mar, com ruas estreitas que desembocam no diminuto e encantador porto pesqueiro, mansões fidalgas que convivem com casas de pescadores e miradouros como os da Atalaya e Santa Catalina.

## Demografia
| Variação demográfica do município entre 1991 e 2004 | Variação demográfica do município entre 1991 e 2004 | Variação demográfica do município entre 1991 e 2004 | Variação demográfica do município entre 1991 e 2004 |
| --------------------------------------------------- | --------------------------------------------------- | --------------------------------------------------- | --------------------------------------------------- |
| 1991                                                | 1996                                                | 2001                                                | 2004                                                |
| 1641                                                | 1781                                                | 1853                                                | 1847                                                |